# Iran
Iran (tiếng Ba Tư: ایران Irān [ʔiːˈɾɒːn] ⓘ), quốc hiệu là Cộng hòa Hồi giáo Iran (tiếng Ba Tư: جمهوری اسلامی ایران Jomhuri-ye Eslāmi-ye Irān listenⓘ), còn được gọi là Ba Tư (Persia), là một quốc gia tại khu vực Tây Á. Iran có biên giới về phía tây bắc với Armenia, Azerbaijan; phía bắc giáp biển Caspi; phía đông bắc giáp Turkmenistan; phía đông giáp Afghanistan và Pakistan; phía nam giáp vịnh Ba Tư và vịnh Oman; còn phía tây giáp Thổ Nhĩ Kỳ và Iraq. Iran có dân số gần 86 triệu người tính đến năm 2024, là quốc gia đông dân thứ 17 trên thế giới. Lãnh thổ Iran rộng 1.648.195 km², là quốc gia rộng thứ nhì tại Trung Đông và đứng thứ 17 thế giới. Iran có vị thế địa chính trị quan trọng do nằm tại phần trung tâm của đại lục Á-Âu và gần với eo biển Hormuz. Tehran là thủ đô và thành phố lớn nhất của Iran, cũng như là trung tâm kinh tế và văn hoá. Iran là một quốc gia đa văn hoá với nhiều nhóm dân tộc và ngôn ngữ, trong đó các cộng đồng dân cư lớn nhất là người Ba Tư (61%), người Azeri (16%), người Kurd (10%) và người Lur (6%).
Iran là một trong các nền văn minh cổ nhất trên thế giới, bắt đầu là các vương quốc Elam vào thiên niên kỷ 4 TCN. Người Media thống nhất Iran vào thế kỷ VII TCN, lãnh thổ Iran được mở rộng cực độ dưới thời Cyrus Đại đế của Đế quốc Achaemenes vào thế kỷ VI TCN - là quốc gia rộng lớn nhất trên thế giới vào thời điểm đó. Tuy nhiên, quốc gia này thất thủ trước Alexandros Đại đế vào thế kỷ IV TCN, song Đế quốc Parthia nhanh chóng tái lập. Năm 224, Parthia bị thay thế bằng Đế quốc Sasanid, Sasanid trở thành một cường quốc hàng đầu thế giới trong bốn thế kỷ sau đó. Người Ả Rập theo đạo Hồi chinh phục Sasanid vào thế kỷ VII, kết quả là Hồi giáo thay thế các tín ngưỡng bản địa như Hoả giáo và Minh giáo. Iran có đóng góp lớn vào Thời đại hoàng kim của Hồi giáo (thế kỷ VIII-XIII), sản sinh nhiều nhân vật có ảnh hưởng về nghệ thuật và khoa học.
Sau hai thế kỷ dưới quyền người Ả Rập là một giai đoạn các vương triều Hồi giáo bản địa, song tiếp đó Iran lại bị người Thổ và người Mông Cổ chinh phục. Người Safavid nổi lên vào thế kỷ XV, rồi tái lập một nhà nước Iran thống nhất. Iran sau đó cải sang Hồi giáo Shia, đánh dấu một bước ngoặt của quốc gia này cũng như lịch sử Hồi giáo. Đến thế kỷ XVIII, dưới quyền Nader Shah, Iran trong một thời gian ngắn từng được cho là đế quốc hùng mạnh nhất đương thời. Xung đột với Đế quốc Nga trong thế kỷ XIX khiến Iran mất đi nhiều lãnh thổ. Cách mạng Hiến pháp năm 1906 lập ra một chế độ quân chủ lập hiến. Sau một cuộc đảo chính vào năm 1953, Hoàng gia Iran dần liên kết mật thiết với phương Tây và ngày càng chuyên quyền. Bất mãn trước sự can thiệp của nước ngoài và sự đàn áp chính trị đã dẫn đến Cách mạng Hồi giáo năm 1979 lật đổ Iran Pahlavi và lập ra chế độ Cộng hoà Hồi giáo. Trong thập niên 1980, Iran xảy ra chiến tranh với Iraq, cuộc chiến gây thương vong cao và tổn thất tài chính lớn cho hai nước. Từ giữa cuối thập niên 2000, chương trình hạt nhân gây tranh cãi của Iran khiến cho cộng đồng quốc tế, đặc biệt là Hoa Kỳ lo ngại, dẫn đến hệ quả là nhiều lệnh trừng phạt được áp đặt lên nước này, ảnh hưởng lớn tới nền kinh tế và đời sống của người dân.
Iran là một thành viên sáng lập của Liên Hợp Quốc, Phong trào không liên kết, Tổ chức Hợp tác Hồi giáo và Tổ chức các nước xuất khẩu dầu lửa. Iran được công nhận là một cường quốc khu vực và một cường quốc bậc trung. Quốc gia này có trữ lượng lớn về nhiên liệu hoá thạch, là nhà cung cấp khí đốt lớn đồng thời có trữ lượng dầu mỏ được chứng minh lớn thứ 4 trên thế giới, do vậy, Iran có ảnh hưởng đáng kể đến an ninh năng lượng quốc tế và kinh tế thế giới. Iran sở hữu nhiều di sản văn hoá phong phú, với 22 di sản thế giới được UNESCO công nhận tính đến năm 2017, đứng thứ 3 tại châu Á.

## Từ nguyên

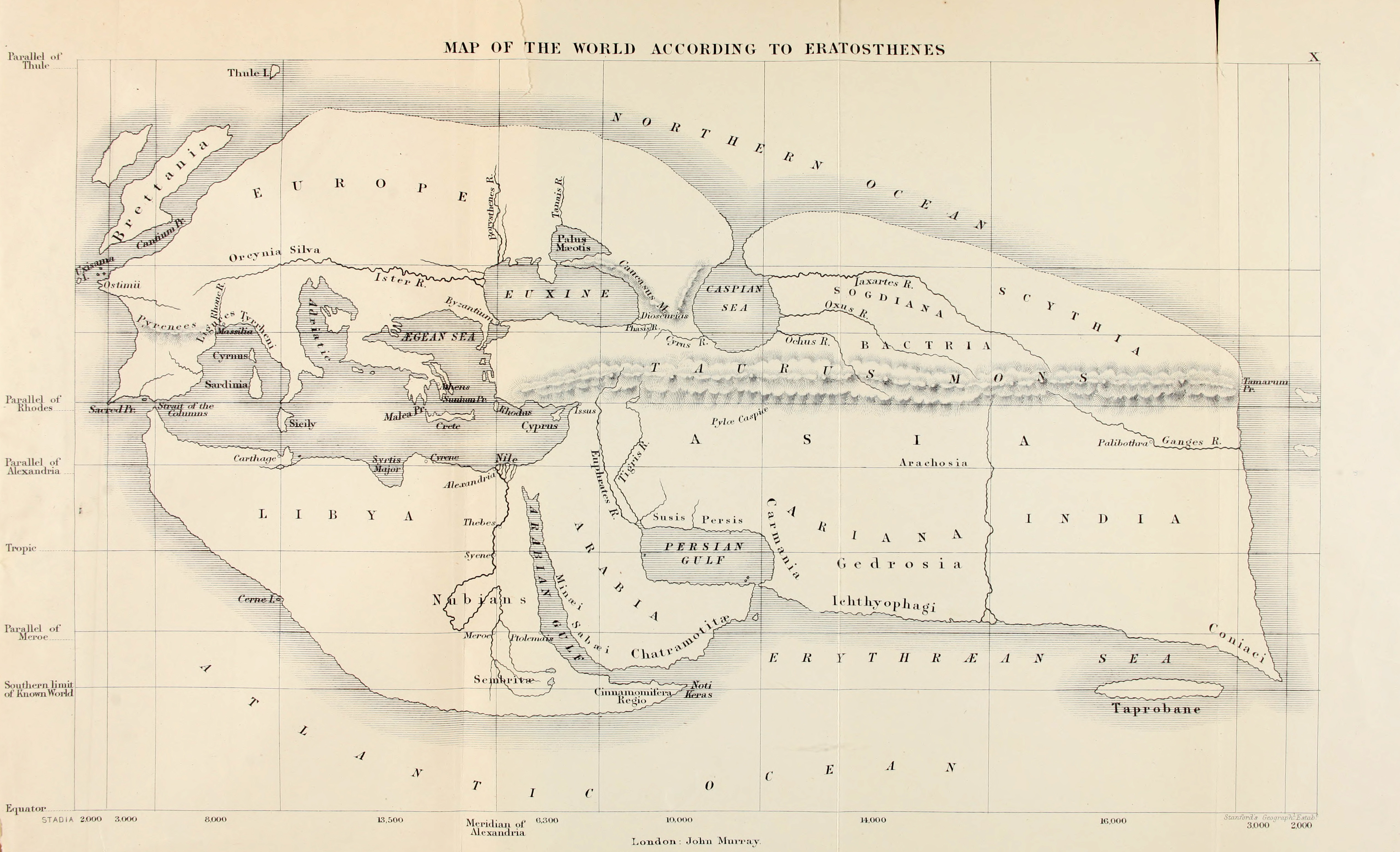
Thời xưa, những cái tên Ariana và Persis đã được sử dụng để miêu tả vùng, như được thể hiện trong bản đồ thế giới này của Eratosthenes (khoảng năm 200 TCN)

Ở thời Achaemenid người Ba Tư gọi đất nước của họ là Pārsa, tên theo tiếng Ba Tư cổ có nghĩa họ hàng của Cyrus Đại đế. Thời Sassanid, họ gọi nó là Iran, có nghĩa "Vùng đất của những người Aryan". Người Hy Lạp gọi nước này là Persis; chuyển sang tiếng Latin thành Persia, cái tên được sử dụng rộng rãi ở Phương Tây.
Ở thời hiện đại, đã có sự tranh cãi về nguồn gốc các tên gọi của thực thể – Iran và Persia (Ba Tư). Ngày 21 tháng 3 năm 1935, Reza Shah Pahlavi đưa ra một nghị định yêu cầu các phái đoàn nước ngoài phải sử dụng thuật ngữ Iran trong các văn bản ngoại giao. Sau khi các học giả lên tiếng phản đối, Mohammad Reza Pahlavi thông báo năm 1959 rằng cả hai cái tên Persia (Ba Tư) và Iran đều có giá trị và có thể sử dụng thay thế lẫn nhau. Cuộc Cách mạng năm 1979 dẫn tới việc thành lập nhà nước thần quyền Cộng hòa Hồi giáo Iran. Tuy nhiên, danh từ Persia và tính từ Persian vẫn được sử dụng thường xuyên.
Hiện nay, tại xứ này người Ba Tư (Persia) chỉ chiếm khoảng 51% dân số. Danh từ Iran (tộc Âu Ấn) bao gồm người Ba Tư và thêm vài dân tộc khác như Kurd, Baloch,... chỉ định được khoảng 70% dân số nên được nhiều người trong xứ thích dùng hơn.

## Lịch sử

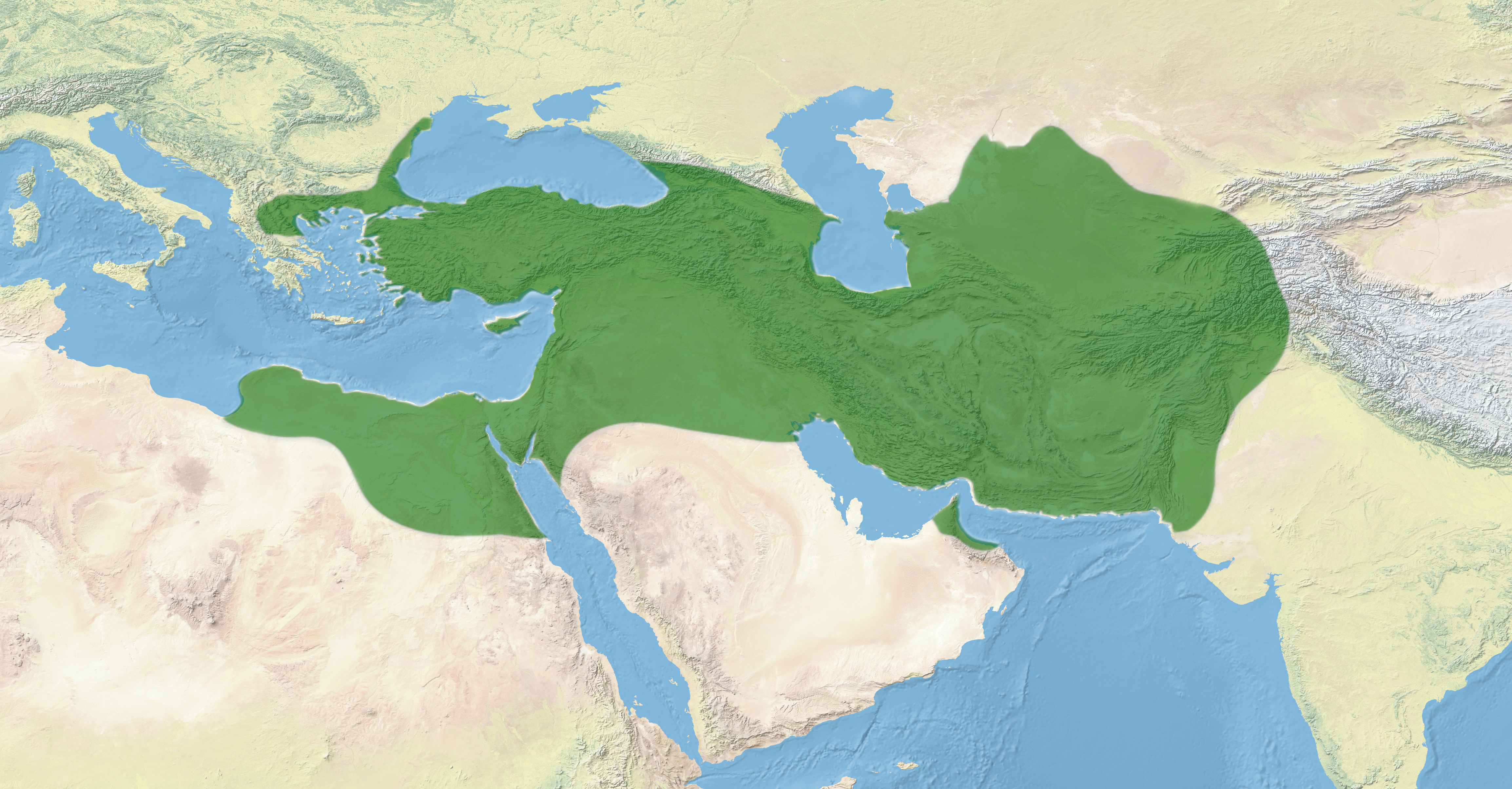
Cương vực Đế quốc Achaemenes thời điểm cực thịnh, dưới triều Darius I và Xerxes I

Iran đã là nơi sinh sống của con người từ thời tiền sử và những khám phá gần đây bắt đầu cho thấy những dấu tích về các nền văn hóa thời kỳ sớm ở Iran, hàng thế kỷ trước khi những nền văn minh sớm nhất bắt đầu xuất hiện ở gần Lưỡng Hà. Sử ghi chép của Ba Tư (Iran) bắt đầu từ khoảng năm 3200 TCN ở nền văn minh Tiền-Elamite và tiếp tục với sự xuất hiện của người Aryan và sự thành lập Triều đại Medes, tiếp đó là Đế chế Achaemenid năm 546 TCN. Alexandros Đại đế đã chinh phạt Ba Tư năm 331 TCN, hai triều đại tiếp sau Parthia và Sassanid cùng với Achaemenid là những Đế chế tiền Hồi giáo vĩ đại nhất của Ba Tư.
Sau cuộc chinh phục Ba Tư của Hồi giáo, nước này trở thành trung tâm Thời đại Hoàng kim Hồi giáo, đặc biệt ở thế kỷ thứ IX và thế kỷ thứ XI. Thời kỳ Trung Đại là thời gian diễn ra nhiều sự kiện lớn trong vùng. Từ năm 1220, Ba Tư bị Đế quốc Mông Cổ dưới quyền Thành Cát Tư Hãn, tiếp đó là Timur xâm chiếm. Quốc gia Hồi giáo Shi'a Ba Tư đầu tiên được thành lập năm 1501 dưới Triều đại Safavid. Ba Tư dần trở thành nơi tranh giành của các cường quốc thuộc địa như Đế quốc Nga và Đế chế Anh.

### Thế kỷ 20
Cùng với sự trỗi dậy của chủ nghĩa cộng sản và quá trình hiện đại hoá ở cuối thế kỷ XIX, mong ước thay đổi dẫn tới cuộc Cách mạng Hiến pháp Ba Tư năm 1905–1911. Năm 1921, Reza Shah Pahlavi tiến hành một cuộc đảo chính lật đổ Triều đình Qajar. Là người ủng hộ hiện đại hoá, Reza Shah đưa ra các kế hoạch phát triển công nghiệp, xây dựng đường sắt, và thành lập một hệ thống giáo dục quốc gia, nhưng sự cầm quyền độc tài của ông khiến nhiều người Iran bất mãn.
Trong Chiến tranh thế giới thứ hai, Anh và Liên Xô xâm chiếm Iran từ 25 tháng 8 đến 17 tháng 9 năm 1941, chủ yếu để bảo vệ các giếng dầu của Iran và hành lang hậu cần của họ. Khối Đồng Minh buộc Shah phải nhường ngôi cho con trai, Mohammad Reza Pahlavi, người họ hy vọng sẽ ủng hộ phe Đồng Minh hơn. Năm 1953, sau vụ quốc hữu hóa Công ty dầu mỏ Anh-Iran, Thủ tướng Mohammed Mossadegh tìm cách thuyết phục Shah rời khỏi Iran. Shah từ chối và cách chức vị Mossadegh nhưng không chấp nhận rời bỏ chức vụ, và khi ông ta rõ ràng bộc lộ ý định chiến đấu, Shah buộc phải sử dụng tới kế hoạch mà Anh/Mỹ đã trù tính trước cho ông, đôi khi kế hoạch cũng được gọi là "Chiến dịch Ajax", bay tới Baghdad rồi từ đó sang Rome, Italy.

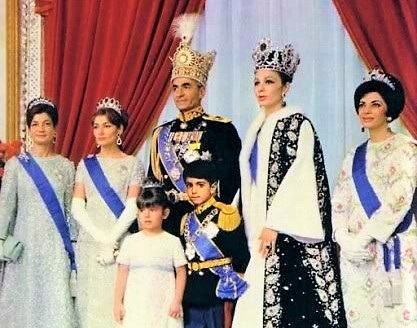
Mohammad Reza Pahlavi và Hoàng thất trong lễ đăng quang Shah Iran vào năm 1967.

Nhiều vụ phản kháng đông đảo nổ ra khắp nước. Những người ủng hộ và phản đối chế độ quân chủ đụng độ với nhau trên đường phố, khiến 300 người thiệt mạng. Quân đội can thiệp, xe tăng của những sư đoàn ủng hộ Shah bắn vào thủ đô và máy bay ném bom vào dinh Thủ tướng. Mossadegh đầu hàng và bị bắt ngày 19 tháng 8 năm 1953. Mossadegh bị xét xử tội phản quốc và bị kết án ba năm tù.
Triều đình Shah được tái lập, quyền lực được Anh và Mỹ trao vào tay Shah Mohammad Reza Pahlavi. Ông này ngày càng trở nên độc tài, đặc biệt vào cuối thập kỷ 1970. Với sự ủng hộ mạnh mẽ từ phía Anh và Mỹ, triều đình Shah từ chối tiếp tục hiện đại hóa các ngành công nghiệp Iran, nhưng lại đàn áp phe đối lập trong tầng lớp tăng lữ Hồi giáo Shia và những người ủng hộ dân chủ.

### Cách mạng Hồi giáo
Thập niên 1970, Ruhollah Khomeini chiếm được cảm tình của đa số dân Iran. Những người Hồi giáo, cộng sản và những người theo chủ nghĩa tự do tiến hành cuộc Cách mạng Hồi giáo năm 1979, triều đình Shah bỏ chạy khỏi đất nước, sau đó Khomeini lên nắm quyền lực. Cuộc trưng cầu ý dân vào tháng 3 năm 1979 thành lập một nhà nước cộng hòa Hồi giáo theo luật Hồi giáo và hiến pháp mới được ban hành trong cuộc trưng cầu ý dân vào tháng 12 năm 1979. Chính phủ đả kích phương Tây, nhất là Hoa Kỳ vì đã ủng hộ Shah. Quan hệ với phương Tây trở nên đặc biệt căng thẳng sau khi các sinh viên Iran bắt giữ các nhân viên Đại sứ quán Mỹ. Sau này, Iran tìm cách xuất khẩu cuộc cách mạng ra nước ngoài, ủng hộ các nhóm quân sự chống phương Tây như nhóm Hezbollah ở Liban. Từ năm 1980 đến năm 1988, Iran và Iraq lao vào một cuộc chiến đẫm máu Chiến tranh Iran - Iraq.
Ngày nay cuộc đấu tranh giữa những người theo đường lối cải cách và bảo thủ vẫn đang diễn ra thông qua các cuộc bầu cử chính trị, và là vấn đề trung tâm trong cuộc bầu cử tổng thống Iran 2005, kết quả Mahmoud Ahmadinejad thắng cử. Kết quả bầu cử đã bị tranh cãi rộng rãi, và dẫn đến các cuộc biểu tình rộng khắp, cả ở Iran và các thành phố lớn bên ngoài đất nước, tạo ra Cách mạng Xanh Iran.
Hassan Rouhani được bầu làm tổng thống vào ngày 15 tháng 6 năm 2013, sau khi đánh bại Mohammad Bagher Ghalibaf và bốn ứng cử viên khác. Chiến thắng của Rouhani đã cải thiện tương đối mối quan hệ của Iran với các quốc gia khác trong khu vực.
Một loạt các cuộc biểu tình xảy ra trên khắp Iran trong suốt hai năm 2017 và 2018. Ban đầu, các cuộc biểu tình được tổ chức nhằm phản đối giá cả sinh hoạt đắt đỏ, nhưng sau đó đã phát triển thành nhiều yêu cầu chính trị sâu rộng. Một số nhà phân tích cho rằng tình hình kinh tế vô cùng khó khăn là nguyên nhân thực sự của các cuộc biểu tình. Một số người khác khẳng định sự không hài lòng với nền độc tài thần quyền của Cộng hòa Hồi giáo Iran và mưu cầu về một nền dân chủ là nguyên nhân của tình trạng bất ổn.
Tháng 12 năm 2019, một loạt các cuộc biểu tình dân sự xảy ra ở nhiều thành phố trên khắp Iran, nhưng sau đó đã mở rộng để phản đối chế độ hiện tại ở Iran và Lãnh Tụ Tối cao Ali Khamenei. Các cuộc biểu tình bắt đầu vào tối ngày 15 tháng 11 và trong vòng vài giờ đã lan đến 21 thành phố khi các video về cuộc biểu tình bắt đầu lan truyền trên mạng. Hình ảnh về các cuộc biểu tình bạo lực đã được chia sẻ trên internet với các cuộc biểu tình đạt đến cấp độ quốc tế.. Để ngăn chặn việc chia sẻ thông tin liên quan đến các cuộc biểu tình và cái chết của hàng trăm người biểu tình trên các nền tảng truyền thông xã hội, chính phủ đã chặn Internet trên toàn quốc, dẫn đến mất hoàn toàn kết nối Internet gần như toàn bộ khoảng sáu ngày. Dựa trên tường thuật của Tổ chức Ân xá Quốc tế và Đài phát thanh Farda, loạt cuộc biểu tình này có thể là bạo lực và nghiêm trọng nhất kể từ Cách mạng Iran năm 1979.
Chính phủ đã giết hại khoảng 1.500 công dân Iran tham gia cuộc biểu tình. Cuộc đàn áp của chính phủ đã gây ra phản ứng dữ dội từ những người biểu tình, họ đáp trả bằng việc phá hủy 731 ngân hàng chính phủ bao gồm ngân hàng trung ương Iran, các giáo đường Hồi giáo, xé các bảng quảng cáo chống Mỹ, và áp phích và tượng của Lãnh tụ Tối cao Ali Khamenei. 50 căn cứ quân sự của chính phủ cũng bị người biểu tình tấn công.
Thành phố Piranshahr là nền văn minh lâu đời nhất của Iran với lịch sử 8000 năm.

## Địa lý

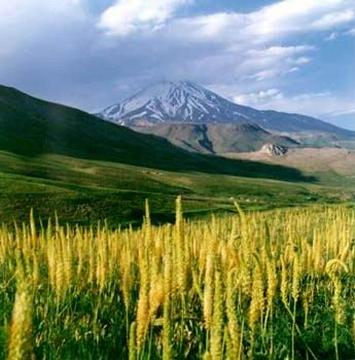
Núi Damavand là núi cao nhất tại Iran

Iran có chung biên giới với Azerbaijan (chiều dài: 432 km / 268 dặm) và Armenia (35 km / 22 dặm) ở phía tây bắc, với Biển Caspia ở phía bắc, Turkmenistan (992 km / 616 dặm) ở phía đông bắc, Pakistan (909 km / 565 dặm) và Afghanistan (936 km / 582 dặm) ở phía đông, Thổ Nhĩ Kỳ (499 km / 310 dặm) và Iraq (1.458 km / 906 dặm) ở phía tây, và cuối cùng giáp với Vịnh Péc xích và Vịnh Oman ở phía nam. Diện tích lãnh thổ Iran 1.648.000 km² ≈ 636.300 dặm vuông (Đất liền: 1.636.000 km² ≈631.663 mi², Nước: 12.000 km² ≈ 4.633 mi²), gần tương đương Alaska.
Lãnh thổ Iran phần lớn là các dãy núi lởm chởm chia tách các lưu vực và cao nguyên. Khu vực đông dân cư ở phía tây cũng là vùng nhiều đồi núi nhất với các dãy Caucasus, Zagros và Núi Alborz—trên núi Alborz có điểm cao nhất Iran, Chỏm Damavand cao 5.604 m (18.386 ft). Vùng phía đông phần lớn là các lưu vực sa mạc không có người ở như vùng nhiễm mặn Dasht-e Kavir, và một số hồ muối.
Những đồng bằng lớn duy nhất nằm dọc theo Biển Caspia và phía bắc Vịnh Ba Tư, nơi biên giới Iran chạy tới cửa sông Arvand (Shatt al-Arab). Những đồng bằng nhỏ, đứt quãng nằm dọc theo phần bờ biển còn lại của Vịnh Péc xích, Eo Hormuz và Biển Oman.

### Khí hậu

Phân loại khí hậu Köppen của Iran

Khí hậu Iran phần lớn khô cằn hay bán khô cằn cho tới cận nhiệt đới ở dọc bờ biển Caspia. Ở rìa phía bắc đất nước (đồng bằng ven biển Caspia) nhiệt độ hầu như ở dưới không và khí hậu ẩm ướt quanh năm. Nhiệt độ mùa hè hiếm khi vượt quá 29°C (84°F). Lượng mưa hàng năm đạt 680 mm (26 in) ở vùng phía đông đồng bằng và hơn 1.700 mm (75 in) ở phía tây. Về phía tây, những khu dân cư tại các lưu vực núi Zagros thường có nhiệt độ thấp, khí hậu khắc nghiệt, tuyết rơi dày. Các lưu vực phía đông và trung tâm cũng có khí hậu khô cằn, lượng mưa chưa tới 200 mm (8 in) và có xen kẽ các sa mạc. Nhiệt độ trung bình mùa hè vượt quá 38 °C (100 °F). Các đồng bằng ven biển Vịnh Péc xích và Vịnh Oman ở phía nam Iran có mùa đông dịu, mùa hè rất nóng và ẩm. Lượng mưa hàng năm từ 135 đến 355 mm (6 to 14 in).

## Chính trị

### Hành pháp
Hệ thống chính trị nước Cộng hòa Hồi giáo dựa trên Hiến pháp năm 1979. Hệ thống gồm nhiều kết nối phức tạp giữa các cơ quan chính phủ, đa số lãnh đạo đều do chỉ định. Chế độ ở Iran là chế độ phi dân chủ , thường xuyên đàn áp và bắt bớ những người chỉ trích chính phủ cũng như chỉ trích lãnh đạo tối cao, và hạn chế nghiêm ngặt sự tham gia của các ứng cử viên trong các cuộc bầu cử phổ biến cũng như các hình thức hoạt động chính trị khác. Quyền phụ nữ ở Iran được mô tả là vô cùng tồi tệ., và quyền trẻ em đã bị vi phạm nghiêm trọng, với nhiều tội phạm trẻ em bị xử tử ở Iran hơn bất kỳ quốc gia nào khác trên thế giới . Hoạt động tình dục giữa những người đồng giới là bất hợp pháp và bị trừng phạt đến chết . Từ những năm 2000, chương trình hạt nhân gây tranh cãi của Iran đã gây lo ngại, đây là lý do dẫn đến các lệnh trừng phạt quốc tế đối với nước này.
Lãnh tụ tối cao Iran chịu trách nhiệm phác họa và giám sát "các chính sách chung của Nhà nước Cộng hòa Hồi giáo Iran". Lãnh tụ tối cao là Tổng tư lệnh các lực lượng vũ trang, kiểm soát tình báo quân đội và các hoạt động an ninh; và có độc quyền tuyên chiến. Các lãnh đạo tư pháp, mạng lưới phát thanh, truyền hình trong nước, chỉ huy cảnh sát và các lực lượng quân đội cùng sáu trong số 12 thành viên Hội đồng bảo hiến được Lãnh tụ tối cao bổ nhiệm. Hội đồng Chuyên gia bầu và bãi nhiệm Lãnh tụ tối cao dựa trên cơ sở đánh giá và sự quý trọng của nhân dân. Hội đồng Chuyên gia chịu trách nhiệm giám sát Lãnh tụ tối cao thi hành các trách nhiệm theo pháp luật.
Hiến pháp quy định Tổng thống là người nắm quyền cao nhất quốc gia sau Lãnh tụ tối cao. Tổng thống được bầu theo phổ thông đầu phiếu với nhiệm kỳ bốn năm. Ứng cử viên tổng thống phải được Hội đồng bảo hiến phê chuẩn. Tổng thống chịu trách nhiệm thi hành Hiến pháp và thực hiện các quyền hành pháp, trừ những việc liên quan trực tiếp tới Lãnh tụ tối cao. Tổng thống chỉ định và giám sát Hội đồng Bộ trưởng, phối hợp các quyết định của chính phủ, và lựa chọn các chính sách chính phủ để đưa ra trước Quốc hội. Tám phó tổng thống và nội các gồm 21 bộ trưởng phục vụ dưới quyền Tổng thống, tất cả các viên chức này đều phải được Quốc hội thông qua. Khác với những quốc gia khác, Quốc hội ở Iran không quản lý các lực lượng vũ trang. Dù Tổng thống chỉ định Bộ trưởng Tình báo và Quốc phòng, thông thường Tổng thống phải tham khảo ý kiến của Lãnh tụ tối cao trước khi đưa ra quyết định lựa chọn hai chức vụ đó để Quốc hội bỏ phiếu tín nhiệm.
Nhánh lập pháp Iran chỉ có một viện là Hội đồng Hiệp thương Hồi giáo, gồm 290 thành viên được bầu với nhiệm kỳ bốn năm. Hội đồng Hiệp thương Hồi giáo chịu trách nhiệm làm luật, phê chuẩn hiệp ước quốc tế, và thông qua ngân sách nhà nước. Ứng cử viên và thành viên Hội đồng Hiệp thương Hồi giáo đều phải được Hội đồng bảo hiến Iran phê duyệt.
Lãnh tụ tối cao chỉ định người đứng đầu nhánh tư pháp, và người này lại chỉ định ra lãnh đạo các Tòa án tối cao và các trưởng công tố. Iran có nhiều kiểu tòa án, gồm cả các tòa công chúng để xử các vụ dân sự và tội phạm, các "tòa án cách mạng" xử một số loại hành vi, như tội chống lại an ninh quốc gia. Các quyết định của tòa án cách mạng là tối cao và không thể được tái thẩm. Tòa án Tăng lữ Đặc biệt xử lý các vụ tội phạm được cho là do các tăng lữ thực hiện, dù nó cũng xử cả các vụ liên quan tới người thế tục. Các chức năng của Tòa án Tăng lữ Đặc biệt độc lập với cơ cấu tòa án thông thường và chỉ tuân theo Lãnh tụ tối cao. Những phán xử của tòa này là tối cao và không được tái thẩm.

### Các hội đồng
Hội đồng bảo hiến gồm 12 thành viên, sáu thành viên do Lãnh tụ Tối cao bổ nhiệm, sáu thành viên do Quốc hội bầu ra trong số luật gia do Bộ trưởng tư pháp đề cử (cũng do Lãnh tụ tối cao chỉ định). Hội đồng bảo hiến có trách nhiệm giải thích hiến pháp và có thể phủ quyết luật được Quốc hội thông qua. Nếu luật pháp không phù hợp với hiến pháp hay Sharia, nó sẽ được trao lại cho Quốc hội sửa đổi. Trong một lần thi hành quyền lực của mình, Hội đồng đã gây tranh cãi khi căn cứ trên một cách hiểu hẹp của hiến pháp Iran, phủ quyết các ứng cử viên Quốc hội.
Hội đồng chuyên gia họp một tuần mỗi năm, gồm 86 tăng lữ "đạo đức và thông thái" được bầu bởi những cá nhân trưởng thành có quyền bầu cử với nhiệm kỳ tám năm. Tương tự như các cuộc bầu cử tổng thống và Quốc hội, Hội đồng bảo hiến là cơ quan xác nhận tư cách của ứng cử viên vào Hội đồng chuyên gia. Hội đồng chuyên gia bầu ra Lãnh tụ tối cao và có quyền theo hiến pháp cách chức Lãnh tụ tối cao ở bất kỳ thời điểm nào. Tuy nhiên, Hội đồng này chưa từng phản đối bất kỳ một quyết định nào của Lãnh tụ tối cao.
Hội đồng xác định lợi ích quốc gia có quyền giải quyết tranh chấp giữa Quốc hội và Hội đồng bảo hiến và cũng là một cơ quan tư vấn của Lãnh tụ tối cao, biến nó trở thành một trong những cơ quan nắm nhiều quyền lực chính phủ nhất trong nước.
Các hội đồng địa phương được bầu theo kiểu phổ thông đầu phiếu với nhiệm kỳ 4 năm tại mọi thành phố và làng mạc ở Iran. Theo điều 7, Hiến pháp Iran, các hội đồng địa phương đó cùng với Quốc hội là những "tổ chức đưa ra quyết định và hành chính của quốc gia". Đoạn này của hiến pháp không được áp dụng cho tới tận năm 1999 khi các cuộc bầu cử hội đồng địa phương đầu tiên được tổ chức trên khắp đất nước. Các hội đồng có nhiều trách nhiệm, gồm bầu cử thị trưởng, giám sát các hoạt động tại khu vực; nghiên cứu xã hội, văn hoá, giáo dục, sức khoẻ, kinh tế và những yêu cầu chăm sóc xã hội bên trong khu vực của mình; đặt kế hoạch và phối hợp hành động với quốc gia trong việc thi hành các chương trình xã hội, kinh tế, xây dựng, văn hoá, giáo dục và các chương trình an sinh khác.

### Phân cấp hành chính
Iran được chia thành năm khu vực với 31 tỉnh (Ostān), mỗi tỉnh được cai quản bởi một tỉnh trưởng được chỉ định (Ostāndār). Các tỉnh được chia thành các hạt (šahrestān), các quận (baxš) và các tiểu huyện (dehestā).

### Quan hệ đối ngoại

Quan hệ ngoại giao của Iran

Iran có quan hệ ngoại giao với 165 quốc gia. Sau năm 1979, Iran cắt đứt quan hệ ngoại giao với Hoa Kỳ và Israel.

## Kinh tế

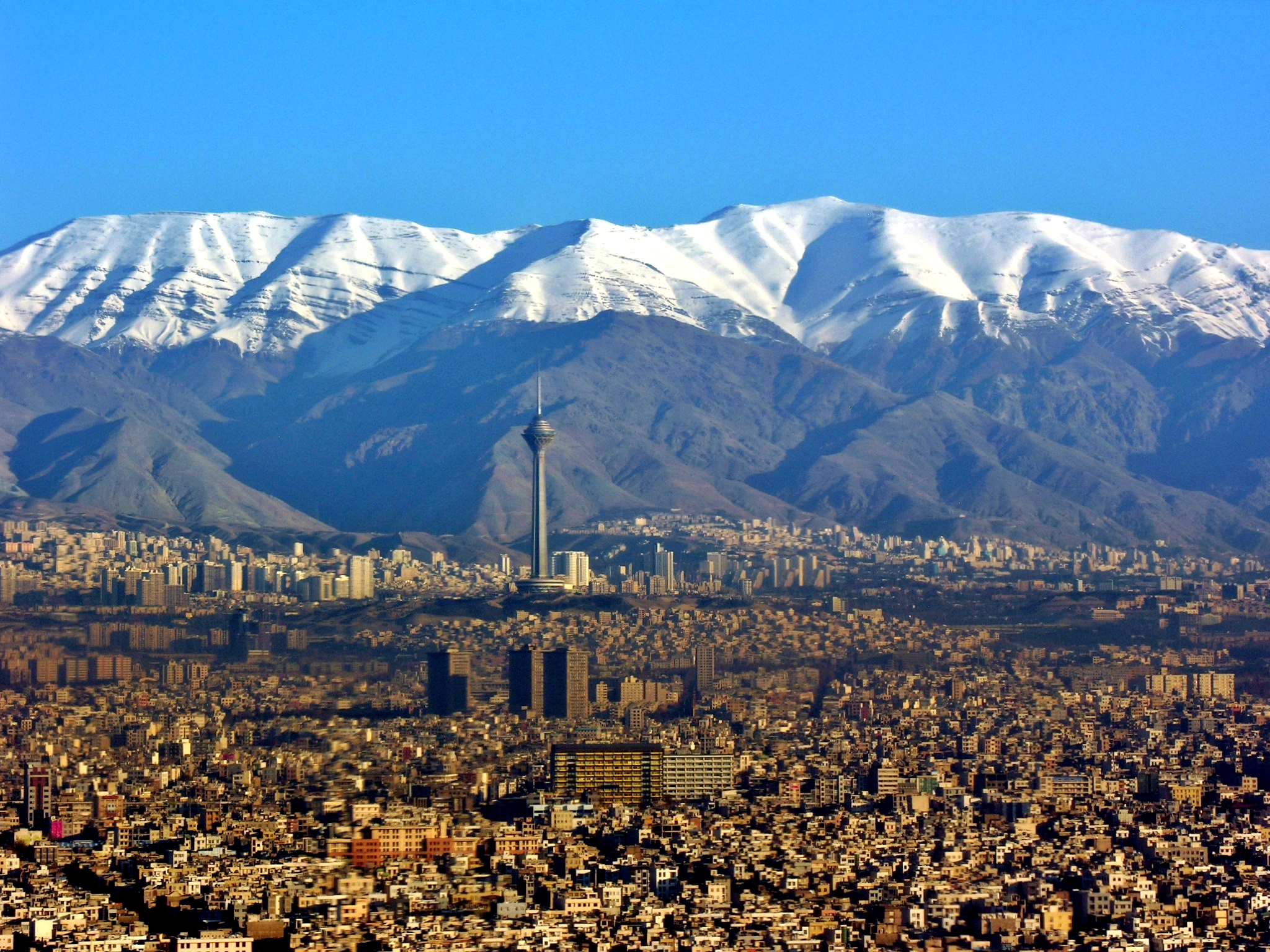
Tehran là trung tâm kinh tế của Iran, nắm giữ 45% các ngành công nghiệp của đất nước.

Kinh tế Iran là sự hoà trộn giữa tập trung hoá kế hoạch, quyền sở hữu nhà nước với các công ty dầu mỏ và các doanh nghiệp lớn, nông nghiệp làng xã, và các công ty thương mại, dịch vụ tư nhân nhỏ. Tính đến năm 2016, tổng sản phẩm nội địa của Iran đạt 412.304 USD (đứng thứ 27 thế giới, đứng thứ 8 châu Á và đứng thứ 2 Trung Đông sau Ả Rập Xê Út). Iran được Ngân hàng Thế giới xếp hạng là nền kinh tế có thu nhập trung bình cao . Vào đầu thế kỷ 21, khu vực dịch vụ đóng góp tỷ lệ lớn nhất trong GDP, tiếp theo là công nghiệp (khai thác và sản xuất) và nông nghiệp .
Ngân hàng Trung ương của nước Cộng hòa Hồi giáo Iran chịu trách nhiệm cho việc phát triển và duy trì đồng Rial Iran, đồng tiền chính thức của đất nước. Chính phủ không công nhận các công đoàn khác ngoài các hội đồng lao động Hồi giáo, vốn phải được sự chấp thuận của chủ lao động và các dịch vụ an ninh. Mức lương tối thiểu trong tháng 6 năm 2013 là 487 triệu rial một tháng ($ 134) . Thất nghiệp vẫn ở mức trên 10% kể từ năm 1997 và tỷ lệ thất nghiệp của phụ nữ gần gấp đôi so với nam giới .
Chính quyền hiện tại tiếp tục theo đuổi các kế hoạch cải cách thị trường của chính phủ tiền nhiệm và đã thông báo rằng họ sẽ thay đổi nền kinh tế dựa nhiều vào dầu mỏ của Iran. Chính quyền đang tìm cách thực hiện mục tiêu trên thông qua việc đầu tư các khoản lợi nhuận vào các lĩnh vực như sản xuất ô tô, công nghiệp hàng không vũ trụ, hàng điện tử tiêu dùng, hoá dầu và công nghệ hạt nhân. Iran cũng hy vọng thu hút được hàng tỷ dollar đầu tư nước ngoài bằng cách tạo ra một môi trường đầu tư dễ chịu hơn, như giảm các quy định hạn chế và thuế nhập khẩu, thiết lập các vùng thương mại tự do như Chabahar và đảo Kish. Nước Iran hiện đại có một tầng lớp trung lưu mạnh và một nền kinh tế tăng trường nhưng vẫn tiếp tục phải đương đầu với tình trạng lạm phát và thất nghiệp ở mức cao.
Thâm hụt ngân sách Iran từng là một vấn đề kinh niên, một phần vì những khoản trợ cấp to lớn của nhà nước – tổng cộng lên tới 7.25 tỷ dollar một năm–gồm thực phẩm và đặc biệt là xăng dầu. Iran là nước sản xuất dầu lớn thứ hai trong OPEC, mỗi ngày nước này xuất khẩu từ bốn đến năm triệu barrels dầu mỏ, Iran chiếm 10% lượng dữ trự dầu đã được xác nhận trên thế giới. Iran cũng là nước có trữ lượng khí tự nhiên thứ hai thế giới (sau Nga). Thị trường dầu mỏ phát triển mạnh năm 1996 giúp nước này giải toả bớt sức ép tài chính và cho phép Tehran kịp chi trả các khoản nợ.
Lĩnh vực dịch vụ đã có sự tăng trưởng lâu dài lớn nhất theo tỷ lệ đóng góp vào GDP, nhưng vẫn còn chưa vững chắc. Đầu tư nhà nước đã giúp nông nghiệp phát triển mạnh với việc tự do hoá sản xuất và cải thiện đóng gói cũng như tiếp cận thị trường giúp phát triển các thị trường xuất khẩu mới. Các dự án tưới tiêu lớn, và các sản phẩm nông nghiệp xuất khẩu mới như chà là, hoa và quả hồ trăn, khiến lĩnh vực này có được sự tăng trưởng cao nhất so với toàn bộ nền kinh tế trong phần lớn thời gian thập niên 1990. Dù trải qua nhiều năm hạn hán liên tiếp: 1998, 1999, 2000 và 2001 khiến sản lượng giảm mạnh, nông nghiệp vẫn là một trong những khu vực sử dụng nhiều lao động nhất, chiếm 22% nguồn nhân lực theo cuộc điều tra năm 1991. Iran cũng đa phát triển công nghệ sinh học, công nghệ nano, và công nghiệp dược phẩm. Về năng lượng, nước này hiện đang dựa vào các phương pháp quy ước, nhưng tới tháng 3 năm 2006, việc tinh chế uranium - chướng ngại lớn cuối cùng trên con đường phát triển năng lượng hạt nhân — đã diễn ra.
Các đối tác thương mại chính của Iran là Pháp, Đức, Ý, Nga, Trung Quốc, Nhật Bản và Hàn Quốc. Từ cuối thập kỷ 1990, Iran đã tăng cường hợp tác kinh tế với các nước đang phát triển khác như Syria, Ấn Độ, Cuba, Venezuela và Nam Phi. Iran hiện đang mở rộng quan hệ thương mại với Thổ Nhĩ Kỳ và Pakistan và cùng có chung mục đích thiết lập một thị trường kinh tế duy nhất ở Tây và Trung Á với các đối tác.
Các biện pháp trừng phạt kinh tế đối với Iran, như lệnh cấm vận đối với dầu thô của Iran, đã ảnh hưởng đến nền kinh tế nước này. Những biện pháp trừng phạt này đã dẫn đến sự sụt giảm mạnh về giá trị của đồng rial và tính đến tháng 4 năm 2013, một đô la Mỹ trị giá 26.000 rial, so với 16.000 vào đầu năm 2012 .

## Nhân khẩu
Dân số Iran đã tăng trưởng mạnh trong nửa cuối thế kỷ XX, đạt tới khoảng 81 triệu người vào năm 2018. Trong những năm gần đây, có vẻ chính phủ Iran đã đưa ra các biện pháp kiểm soát mức độ tăng dân số cao và nhiều cuộc nghiên cứu đã cho thấy rằng tỷ lệ tăng dân số của Iran chỉ có thể giảm sau khi đạt tới mức sinh thay thế và ổn định vào năm 2050 (100 triệu người).
Cộng đồng Do Thái ở Iran được ước tính hơn ba triệu người, đa số họ đã di cư sang Bắc Mỹ, Tây Âu, và Nam Mỹ, sau cuộc Cách mạng Iran. Iran cũng có số lượng người tị nạn đông nhất thế giới, với hơn một triệu người, đa số từ Afghanistan và Iraq. Chính sách chính thức của chính phủ và các nhân tố xã hội muốn tái hồi cư số người này.

### Đô thị hóa
Iran là một trong những quốc gia có tốc độ tăng trưởng đô thị cao nhất thế giới. Từ năm 1950 đến 2002, tỷ lệ dân số thành thị tăng từ 27% lên 60%.  Liên Hợp Quốc dự đoán đến năm 2030, 80% dân số sẽ là dân thành thị. Hầu hết những người di cư đã định cư xung quanh các thành phố Tehran, Isfahan, Ahvaz và Qom
Tehran, với dân số khoảng 8,8 triệu người (điều tra dân số năm 2016), là thủ đô và thành phố lớn nhất của Iran. Đây là một trung tâm kinh tế và văn hóa, và là trung tâm thông tin liên lạc và giao thông của cả nước.
Mashhad, thành phố đông dân thứ hai của đất nước, với khoảng 3,3 triệu người (điều tra dân số năm 2016) và là thủ phủ của tỉnh Razavi Khorasan. Đền Imam Reza tọa lạc tại thành phố này, đây là một thánh địa linh thiêng trong Hồi giáo Shia. Khoảng 15 đến 20 triệu người hành hương viếng thăm đền thờ mỗi năm.
Isfahan có dân số khoảng 2,2 triệu người (điều tra dân số năm 2016) và là thành phố đông dân thứ ba của Iran. Đây là thủ phủ của tỉnh Isfahan, và cũng là thủ đô thứ ba của Đế chế Safavid. Đây là nơi có nhiều di tích lịch sử, bao gồm Quảng trường Shah nổi tiếng, Siosepol và các nhà thờ tại phố Jolfâ-ye của người Armenia. Đây cũng là nơi có trung tâm mua sắm lớn thứ bảy thế giới, Trung tâm thành phố Isfahan.
Thành phố đông dân thứ tư của Iran, Karaj, có dân số khoảng 1,9 triệu người (điều tra dân số năm 2016). Đây là thủ phủ của tỉnh Alborz, và nằm cách Teheran 20 km về phía tây, dưới chân dãy núi Alborz. Là một thành phố công nghiệp lớn ở Iran, với các nhà máy lớn sản xuất đường, dệt, may và rượu.
Với dân số khoảng 1,7 triệu người (điều tra dân số năm 2016), Tabriz là thành phố đông dân thứ năm của Iran và là nơi đông dân thứ hai cho đến cuối những năm 1960. Đây là thủ đô đầu tiên của Đế chế Safavid và hiện là thủ phủ của tỉnh Đông Azerbaijan. Nó cũng được coi là thành phố công nghiệp lớn thứ hai của đất nước (sau Tehran).
Shiraz, với dân số khoảng 1,8 triệu người (điều tra dân số năm 2016), là thành phố đông dân thứ sáu của Iran. Đây là thủ phủ của tỉnh Fars, và cũng là thủ đô của Iran dưới triều đại của vương triều Zand. Nó nằm gần tàn tích Persepolis và Pasargadae, hai trong số bốn thủ đô của Đế chế Achaemenid.

### Ngôn ngữ
Đa số dân chúng sử dụng một trong những ngôn ngữ Iran, gồm ngôn ngữ chính thức, tiếng Ba Tư. Trong khi về số lượng, tỷ lệ và cách định nghĩa các dân tộc khác nhau ở Iran hiện vẫn còn đang gây tranh cãi, các nhóm sắc tộc chính và thiểu số gồm người Ba Tư (51%), Azeris (24%), Gilaki và Mazandarani (8%), Kurds (7%), Ả rập (3%), Baluchi (2%), Lurs (2%), Turkmens (2%), Qashqai, Armenia, Ba Tư Do Thái, Gruzia, người Assyri, Circassia, Tats,Pashtuns và các nhóm khác (1%). Số lượng người sử dụng tiếng Ba Tư là tiếng mẹ đẻ tại Iran được ước tính khoảng 40 triệu. Phương tiện truyền thông đại chúng, hệ thống giáo dục và việc di cư tới các thành phố lớn khiến đa số dân Iran nói và hiểu được tiếng Ba Tư. Iran có tỷ lệ biết đọc viết là 79.4%.

### Tôn giáo
Tôn giáo tại Iran (2011)
Đa số dân Iran là người Hồi giáo; 90% thuộc nhánh Shi'a của Đạo Hồi, tôn giáo chính thức của quốc gia và khoảng 9% thuộc nhánh Sunni (đa số họ là người Kurds), đồng thời Iran cũng là quốc gia có số dân theo đạo Hồi đông nhất Trung Đông. Số còn lại là thiểu số theo các tôn giáo phi Hồi giáo, chủ yếu là Bahá'ís, Mandeans, Hỏa giáo, Do Thái giáo và Thiên chúa giáo. Ba nhóm thiểu số tôn giáo cuối cùng ở trên được công nhận và bảo vệ, và được dành riêng ghế bên trong Majles (Quốc hội). Trái lại, Đức tin Bahá'í, thiểu số tôn giáo lớn nhất ở Iran, không được chính thức công nhân, và từng bị đàn áp trong thời gian tồn tại ở Iran. Từ cuộc cách mạng năm 1979 những vụ đàn áp và hành quyết ngày càng tăng. Những vụ đàn áp Bahá'ís gần đây khiến Cao uỷ nhân quyền Liên hiệp quốc phải đề cập trong bản báo cáo ngày 20 tháng 3 năm 2006 rằng "những hành động đàn áp tôn giáo ngày càng tăng gần đây cho thấy tình hình đối xử với các thiểu số tôn giáo ở Iran, trên thực tế, đang xấu đi." 

## Văn hoá
Iran có một lịch sử nghệ thuật, âm nhạc, kiến trúc, thi ca, triết học, truyền thống, và hệ tư tưởng dài lâu.
Văn học Ba Tư được các học giả Ba Tư cũng như nước ngoài đánh giá rất cao. Ngôn ngữ Ba Tư đã được sử dụng trong hơn 2.500 năm và để lại những dấu ấn rõ rệt trong ngôn ngữ viết. Thơ ca Iran được cả thế giới chú ý vì những dòng thơ và bài ca tuyệt đẹp với các nhà thơ như Hafez, Rumi, Omar Khayyam, và Firdowsi.
Với 300 giải thưởng quốc tế trong hai nhăm năm qua, các bộ phim Iran tiếp tục được đón nhận trên khắp thế giới. Có lẽ đạo diễn nổi tiếng nhất là Abbas Kiarostami. Toàn bộ các phương tiện truyền thông ở Iran đều bị kiểm soát trực tiếp hay gián tiếp từ nhà nước và phải được Bộ hướng dẫn Hồi giáo cho phép. Trong số này gồm cả Internet, đang ngày càng trở thành phương tiện tiếp cận thông tin và thể hiện bản thân phổ biến nhất của giới trẻ. Iran là nước có số lượng bloggers đứng thứ tư thế giới.
Sự tìm kiếm công bằng xã hội và sự công bằng là một đặc điểm quan trọng trong văn hoá Iran. Sự tôn trọng người già và sự hiếu khách cũng là một phần không thể thiếu trong phép xã giao Iran.
Năm mới của Iran (Norouz) diễn ra ngày 21 tháng 3, ngày đầu tiên của mùa xuân. Norouz được UNESCO liệt vào danh sách Các di sản truyền khẩu và phi vật thể Nhân loại năm 2004.
Trong cuốn sách, New Food of Life của mình, Najmieh Batmanglij đã viết rằng "thức ăn ở Iran có nhiều điểm chung với văn hoá ẩm thực vùng Trung Đông, nhưng thường được coi là tinh vi và sáng tạo nhất trong số đó, nhiều màu sắc và phức tạp như một tấm thảm Ba Tư."
Ngành dệt thảm của Iran có nguồn gốc từ thời đại đồ đồng, và là một trong những biểu hiện nổi bật nhất của nghệ thuật Iran. Iran là nhà sản xuất và xuất khẩu thảm thủ công lớn nhất thế giới, sản xuất 3/4 tổng sản lượng thảm của thế giới và chiếm 30% thị phần xuất khẩu của thế giới 

### Liên kết chính thức
Bản mẫu {{Wikinews}} liên kết tới bài viết. Để liên kết một thể loại, dùng {{Wikinews category}}.
- Official website of the Supreme Leader of Iran Lưu trữ ngày 11 tháng 3 năm 2016 tại Wayback Machine
- Official website of the President of Iran
- (tiếng Ba Tư) Official website of the Council of Guardians of Iran Lưu trữ ngày 23 tháng 3 năm 2022 tại Wayback Machine
- (tiếng Ba Tư) Official website of the Majlis (Legislature) of Iran Lưu trữ ngày 28 tháng 7 năm 2011 tại Wayback Machine
- Official website of the Judiciary of Iran Lưu trữ ngày 12 tháng 5 năm 2008 tại Wayback Machine
- Official website of the Ministry of Foreign Affairs Lưu trữ ngày 25 tháng 11 năm 2005 tại Wayback Machine
- Official website of the Spokesman of the Government of Iran Lưu trữ ngày 24 tháng 4 năm 2006 tại Wayback Machine
- Official website of the Atomic Energy Organization of Iran Lưu trữ ngày 30 tháng 6 năm 2007 tại Wayback Machine
- Official website of the Iranian Cultural Heritage Organization Lưu trữ ngày 28 tháng 6 năm 2004 tại Wayback Machine
- (tiếng Ba Tư) Official website of Islamic Republic of Iran Broadcasting

### Liên kết khác
- The Constitution of Iran (translated) (Iranologyfo.com) Lưu trữ ngày 8 tháng 5 năm 2006 tại archive.today
- Slideshow: Iran, from Damavand to Ispahan (Round Planet.com) Lưu trữ ngày 21 tháng 7 năm 2006 tại Wayback Machine
- Encyclopaedia Iranica Lưu trữ ngày 12 tháng 7 năm 2008 tại Wayback Machine
- CIA World Factbook - Iran Lưu trữ ngày 13 tháng 12 năm 2006 tại Wayback Machine
- Congressional Research Service (CRS) Reports: Iran Lưu trữ ngày 20 tháng 11 năm 2007 tại Wayback Machine
- U.S. State Department - Iran including Background Notes, Country Study and major reports
- Open Directory Project - Iran Lưu trữ ngày 25 tháng 4 năm 2006 tại Wayback Machine directory category
- Center for Nonproliferation Studies at Monterey Institute of International Studies - Iranian weapons capabilities Lưu trữ ngày 16 tháng 3 năm 2005 tại Wayback Machine
- BBC News interactive maps detailing Iran's people, land and infrastructure
- (tiếng Ba Tư) Farhangsara.com Lưu trữ ngày 1 tháng 8 năm 2015 tại Wayback Machine - an independently-produced Iranian encyclopedia
- (tiếng Ba Tư) Jazirehdanesh.com Lưu trữ ngày 22 tháng 3 năm 2006 tại Wayback Machine
- Famous Iranians - includes biography and pictures
- Wikimedia Atlas của Iran

Iran News Sites
- News from Iran Blog Channel 4 News.
- Country Briefings: Iran Economist.com country briefings and news articles.
- Directory of Iranian online newspapers Gooya.com
- Iran News HavenWorks.com news portal on Iran.
- Governing Iran PBS NewsHour special on Iranian politics.
- Yahoo! News Full Coverage Iran Yahoo headline links
- Sarkhat news aggregator - Latest news from Iran
- Guardian section about Iran